# Weierstrass majorantsats
Weierstrass majorantsats är inom matematiken en sats uppkallad efter Karl Weierstrass. Satsen används för att avgöra om en funktionsserie konvergerar likformigt.
Antag att {\displaystyle (f_{n})} är en följd av reella eller komplexa funktioner definierade på en mängd A. Om det finns en talföljd {\displaystyle (M_{n})} så att:
{\displaystyle |f_{n}(x)|\leq M_{n}}
för alla x i A och {\displaystyle n\geq 1}.
Om talserien {\displaystyle \sum _{n=1}^{\infty }M_{n}} konvergerar så följer det att funktionsserien {\displaystyle \sum _{n=1}^{\infty }f_{n}(x)} konvergerar likformigt på A.

## Bevis
Eftersom {\displaystyle \sum _{n=1}^{\infty }M_{n}} konvergerar så konvergerar även {\displaystyle \sum _{n=1}^{\infty }f_{n}(x)} punktvis för alla x till någon funktion f(x) (enligt jämförelsetestet). 
Serien konvergerar likformigt till f om:
{\displaystyle \lim _{k\to \infty }\left\|f(x)-\sum _{n=1}^{k}f_{n}(x)\right\|=0}
Där {\displaystyle \|\cdot \|} betecknar supremumnormen. Man får då att:
{\displaystyle \left\|f(x)-\sum _{n=1}^{k}f_{n}(x)\right\|=\left\|\sum _{n=1}^{\infty }f_{n}(x)-\sum _{n=1}^{k}f_{n}(x)\right\|=}
{\displaystyle =\left\|\sum _{n=k+1}^{\infty }f_{n}(x)\right\|\leq \sum _{n=k+1}^{\infty }\|f_{n}(x)\|\leq \sum _{n=k+1}^{\infty }M_{n}\rightarrow 0} då {\displaystyle k\rightarrow \infty }
vilket visar den likformiga konvergensen.